# 鳙碘泡虫
鳙碘泡虫（学名：Myxobolus aristichthydis）为碘泡科碘泡虫属的动物。在中国，分布于浙江、湖南、湖北、山东等，营寄生生活，寄生在鳃（鳙）、肠、脾、肾、心（鳙、鲢）。